# Kotjärnen (Björna socken, Ångermanland)
Kotjärnen är en sjö i Örnsköldsviks kommun i Ångermanland och ingår i Husåns huvudavrinningsområde.